# Homo œconomicus
Homo œconomicus (Hombre económico en latín; transcrito economicus u oeconomicus) es el concepto utilizado en la escuela neoclásica de economía para modelizar el comportamiento humano. Esta representación teórica se comportaría de forma racional ante estímulos económicos siendo capaz de procesar adecuadamente la información que conoce, y actuar en consecuencia.

## Historia del término
El término hombre económico fue utilizado por primera vez en el siglo XIX por los críticos de la obra de John Stuart Mill sobre economía política. Debajo hay un pasaje del trabajo de Mill al que se referían esos críticos decimonónicos:
 La economía política no trata la totalidad de la naturaleza del hombre, modificada por el estado social, ni toda la conducta del hombre en sociedad. Se refiere a él sólo como un ser que desea poseer riqueza, y que es capaz de comparar la eficacia de los medios para la obtención de ese fin.
Más adelante, en el mismo trabajo, Mill escribe que lo que él propone es «una definición arbitraria del hombre como un ser que, inevitablemente, hace aquello con lo cual puede obtener la mayor cantidad de cosas necesarias, comodidades y lujos, con la menor cantidad de trabajo y abnegación física con las que éstas se pueden obtener».
Aunque el término no se usó hasta el siglo XIX, se asocia a menudo con las ideas de pensadores del siglo XVIII como Adam Smith y David Ricardo. En La riqueza de las naciones, Smith escribió:
No es la benevolencia del carnicero, del cervecero o del panadero la que nos procura el alimento, sino la consideración de su propio interés.
Esto sugiere el mismo tipo de individuo de racionalidad interesada y reacio al trabajo que Mill propone (aunque Smith afirmase que los individuos tienen interés por el bienestar de los demás, en Teoría de los sentimientos morales). Aristóteles discute sobre la naturaleza del interés en Política (Libro II, Parte V):
Por lo demás, es poco cuanto se diga de lo gratos que son la idea y el sentimiento de la propiedad. El amor propio, que todos poseemos, no es un sentimiento reprensible; es un sentimiento completamente natural, lo cual no impide que se combata con razón el egoísmo, que no es ya este mismo sentimiento, sino un exceso culpable; a la manera que se censura la avaricia, si bien es cosa natural, si puede decirse así, que todos los hombres aprecien el dinero. Es un verdadero encanto el favorecer y socorrer a los amigos, a los huéspedes, a los compañeros, y esta satisfacción sólo nos la puede proporcionar la propiedad individual.
Una ola de economistas a finales del siglo XIX (Francis Edgeworth, William Stanley Jevons, Léon Walras y Vilfredo Pareto) construyeron modelos matemáticos con estos supuestos. En el siglo XX, la teoría de la elección racional de Lionel Robbins llegó a dominar la teoría económica y el término «hombre económico» adquirió un significado más específico; el de una persona que actúa racionalmente teniendo conocimiento completo por su propio interés y deseo de riqueza.
El uso de la forma latina se remonta, según Persky, a Pareto (1906) aunque Persky señala que su uso puede ser anterior.

## Modelo
El Homo economicus, o el hombre económico, es un modelo que describe a un individuo que actúa para maximizar su bienestar dadas las restricciones a las que se enfrenta, siendo este modelo ampliamente utilizado en economía y otras ciencias sociales a través de la teoría de la elección racional.
El Homo economicus se considera racional en el sentido que el bienestar, tal como se define en la función de utilidad, es optimizado según las oportunidades percibidas. Es decir, el individuo trata de alcanzar objetivos muy específicos y predeterminados en la mayor medida posible con el menor coste posible. Téngase en cuenta que este tipo de racionalidad no implica que los objetivos reales de la persona sean racionales en un sentido ético, social o humano más amplio; sólo que trata de alcanzarlos a un costo mínimo. Sólo aplicaciones ingenuas del modelo homo economicus suponen que esta persona hipotética sabe lo que es mejor a largo plazo para su salud mental y física y puede asegurarse que tomará siempre la decisión más correcta para sí mismo. Véase teoría de la elección racional y las expectativas racionales para una ampliación sobre el tema.
Al igual que en las ciencias sociales en general, estos supuestos son en el mejor de los casos aproximaciones. El término se utiliza a menudo despectivamente en la literatura académica, quizá con mayor frecuencia por los sociólogos, muchos de los cuales tienden a preferir las explicaciones estructurales que las basadas en la acción racional de los individuos.

## Críticas
Los supuestos del Homo economicus han sido criticados no solo por economistas sobre la base de argumentos lógicos, sino también por razones empíricas hechas en comparaciones interculturales. Antropólogos economistas como Marshall Sahlins, Karl Polanyi, Marcel Mauss o Maurice Godelier han demostrado que en sociedades tradicionales, las elecciones que la gente hace en materia de producción e intercambio de bienes siguen patrones de reciprocidad que difieren considerablemente de lo que el modelo del "homo economicus" postula. Estos sistemas se han denominado economía del regalo en vez de economía de mercado.
Un estudio sobre 15 sociedades con una gran variedad económica y cultural demostró que el modelo Homo economicus no se cumplía en ninguna de ellas, existiendo una alta correlación entre el grado de integración económica y los incentivos a cooperar, por un lado, y el nivel de cooperación en los juegos experimentales realizados por los investigadores.
Los economistas Thorstein Veblen, John Maynard Keynes, Herbert Simon critican el concepto de Homo economicus  por ser un actor con demasiada comprensión de macroeconomía y previsión económica a la hora de tomar decisiones. Hacen hincapié en la incertidumbre y la racionalidad limitada cuando se toman decisiones económicas, en lugar de confiar en que el hombre racional esté plenamente informado de todas las circunstancias que afectan a sus decisiones. Argumentan que el conocimiento perfecto no existe, lo que significa que toda actividad económica implica riesgo.
Ludwig von Mises de la  Escuela Austríaca de Economía señala que el modelo Homo economicus es aplicable al empresario, que busca obtener el mayor beneficio posible, pero no al consumidor o al acto de gastar ya que no se puede comprender siguiendo esos principios que los consumidores elijan el mejor producto ante otro más barato si los dos tienen la misma utilidad «objetiva» o que gastemos más de lo mínimo necesario para la mera subsistencia física.
Otra debilidad importante señalada por los sociólogos es que este modelo ignora los orígenes de los gustos y los parámetros de la función de utilidad que provienen de las influencias sociales, de formación, de educación y otras similares. La exogeneidad de los gustos (preferencias) de este modelo es la distinción principal del Homo sociologicus, donde los gustos son parcial o incluso totalmente determinados por el entorno social.

## Modelos alternativos
Algunos modelos intentan estudiar el comportamiento económico basándose en supuestos distintos de comportamiento que el Homo economicus. Por ejemplo, los modelos de racionalidad acotada asumen que los agentes son racionales, pero con ciertos límites. El modelo de racionalidad acotada fue desarrollado a partir de las ideas, entre otros, de académicos como Herbert Simon. En historia y antropología se han ofrecido modelizaciones alternativas del comportamiento económico basándose en la noción de economía moral.